# 吳兆泰
吳兆泰（？—1910年），字星階、一字心荄，湖北省黃州府麻城縣（今湖北省麻城市）人，清朝政治人物、進士出身。

## 生平
光绪二年（1876年）丙子恩科進士，改庶吉士。光緒三年，授翰林院編修。此後任掌廣西道御史。后因進言反對修建頤和園，而觸犯慈禧太后，被罷免官職。后歸鄉里，擔任龍泉書院講席、湖北經心書院院長、學務公所議長。工書法。